# Giải bóng đá Các đội mạnh Toàn quốc 1995
Giải bóng đá Các đội mạnh Toàn quốc 1995 là mùa giải thứ 13 của giải đấu bóng đá hạng cao nhất Việt Nam và là mùa giải thứ năm với tên gọi Giải bóng đá Các đội mạnh Toàn quốc. Giải khởi tranh vào ngày 5 tháng 3 và kết thúc vào ngày 7 tháng 6 năm 1995 với 14 đội bóng tham dự.

## Thay đổi trước mùa giải

### Thay đổi đội bóng
| Thăng hạng từ giải A1 toàn quốc - Khánh Hòa - Thừa Thiên Huế | Xuống hạng đến giải A1 toàn quốc 1995 - Công an Hải Phòng - Công an Thanh Hóa - Tiền Giang - Đường sắt Việt Nam |

### Thể thức thi đấu
Mùa giải này được chia làm hai giai đoạn:
- Giai đoạn 1: 14 đội bóng được chia thành hai bảng, thi đấu vòng tròn hai lượt trên sân nhà và sân khách. Bốn đội đứng đầu mỗi bảng lọt vào giai đoạn 2, các đội còn lại tham dự vòng tranh suất trụ hạng.
- Giai đoạn 2: 8 đội bóng thi đấu theo thể thức loại kép, trong đó đội thua đến trận đấu thứ hai sẽ bị loại. Đội thắng trong trận chung kết là đội vô địch.
- Tranh suất trụ hạng: Sáu đội bóng xếp cuối hai bảng từ giai đoạn 1 thi đấu với nhau để xác định 4 đội phải xuống hạng A1 mùa sau.

## Giai đoạn 1
Bốn đội đứng đầu mỗi bảng lọt vào giai đoạn kế tiếp, ba đội còn lại trong bảng vào vòng tranh suất trụ hạng. Các trận đấu có tỷ số hòa sau 90 phút chính thức được phân định thắng thua bằng loạt sút luân lưu.

### Bảng A
| VT | Đội                           | ST | T | B | BT | BB | HS | Đ  | Giành quyền tham dự         |
| -- | ----------------------------- | -- | - | - | -- | -- | -- | -- | --------------------------- |
| 1  | Khánh Hòa                     | 12 | 8 | 4 | 13 | 12 | +1 | 16 | Lọt vào giai đoạn 2         |
| 2  | Công an Thành phố Hồ Chí Minh | 12 | 8 | 4 | 23 | 14 | +9 | 16 | Lọt vào giai đoạn 2         |
| 3  | Đồng Tháp                     | 12 | 7 | 5 | 15 | 9  | +6 | 14 | Lọt vào giai đoạn 2         |
| 4  | Sông Lam Nghệ An              | 12 | 6 | 6 | 18 | 17 | +1 | 12 | Lọt vào giai đoạn 2         |
| 5  | Câu lạc bộ Quân đội           | 12 | 5 | 7 | 11 | 15 | −4 | 10 | Lọt vào vòng tranh trụ hạng |
| 6  | Sông Bé (R)                   | 12 | 4 | 8 | 11 | 15 | −4 | 8  | Lọt vào vòng tranh trụ hạng |
| 7  | Bình Định (R)                 | 12 | 4 | 8 | 13 | 20 | −7 | 8  | Lọt vào vòng tranh trụ hạng |

| Ngày                          | Đội                           | Tỷ số                         | Đội                           | Sân        |
| 5 tháng 3                     | Sông Lam Nghệ An              | 0-1                           | Đồng Tháp                     |            |
| 5 tháng 3                     | Bình Định                     | 0-0, 4-3(11m)                 | Sông Bé                       |            |
| 5 tháng 3                     | Công an Thành phố Hồ Chí Minh | 1-0                           | Câu lạc bộ Quân đội           |            |
| 8 tháng 3                     | Công an Thành phố Hồ Chí Minh | 5-0                           | Sông Bé                       | Thống Nhất |
| 8 tháng 3                     | Sông Lam Nghệ An              | 1-1, 1-4(11m)                 | Khánh Hòa                     |            |
| 8 tháng 3                     | Bình Định                     | 0-3                           | Đồng Tháp                     |            |
|                               | Sông Lam Nghệ An              | 3-3, 3-5(11m)                 | Câu lạc bộ Quân đội           |            |
| Công an Thành phố Hồ Chí Minh | 1-1, 4-3(11m)                 | Bình Định                     |                               |            |
| Sông Bé                       | 3-2                           | Khánh Hòa                     |                               |            |
| 18 tháng 3                    | Đồng Tháp                     | 2-1                           | Câu lạc bộ Quân đội           | Thống Nhất |
| 18 tháng 3                    | Khánh Hòa                     | 2-0                           | Công an Thành phố Hồ Chí Minh |            |
| 18 tháng 3                    | Bình Định                     | 3-2                           | Sông Lam Nghệ An              |            |
|                               | Câu lạc bộ Quân đội           | 1-2                           | Khánh Hòa                     |            |
| Đồng Tháp                     | 1-0                           | Sông Bé                       |                               |            |
| Sông Lam Nghệ An              | 3-2                           | Công an Thành phố Hồ Chí Minh |                               |            |
|                               | Khánh Hòa                     | 0-0, 5-3(11m)                 | Bình Định                     |            |
| Câu lạc bộ Quân đội           | 0-0, 1-3(11m)                 | Sông Bé                       |                               |            |
| Đồng Tháp                     | 0-2                           | Công an Thành phố Hồ Chí Minh |                               |            |
|                               | Bình Định                     | 1-0                           | Câu lạc bộ Quân đội           |            |
| Sông Bé                       | 0-0, 1-3(11m)                 | Sông Lam Nghệ An              |                               |            |
| Đồng Tháp                     |                               | Khánh Hòa                     |                               |            |
|                               | Sông Bé                       | 5-1                           | Bình Định                     |            |
| Câu lạc bộ Quân đội           | 1-1, 4-3(11m)                 | Công an Thành phố Hồ Chí Minh |                               |            |
| Đồng Tháp                     | 1-1, 3-5(11m)                 | Sông Lam Nghệ An              |                               |            |
|                               | Sông Bé                       | 2-1                           | Đồng Tháp                     |            |
| Khánh Hòa                     |                               | Câu lạc bộ Quân đội           |                               |            |
| Công an Thành phố Hồ Chí Minh |                               | Sông Lam Nghệ An              |                               |            |
|                               | Sông Bé                       | 1-1, 2-3(11m)                 | Công an Thành phố Hồ Chí Minh |            |
| Đồng Tháp                     | 1-0                           | Bình Định                     |                               |            |
| Khánh Hòa                     | 1-1, 4-5(11m)                 | Sông Lam Nghệ An              |                               |            |
|                               | Câu lạc bộ Quân đội           |                               | Bình Định                     |            |
| Sông Lam Nghệ An              |                               | Sông Bé                       |                               |            |
| Khánh Hòa                     |                               | Đồng Tháp                     |                               |            |
|                               | Công an Thành phố Hồ Chí Minh | 2-2, > (11m)                  | Khánh Hòa                     |            |
| Đồng Tháp                     | 0-1                           | Câu lạc bộ Quân đội           |                               |            |
| Sông Lam Nghệ An              | 2-1                           | Bình Định                     |                               |            |
|                               | Bình Định                     | 0-0, 5-4(11m)                 | Khánh Hòa                     |            |
| Công an Thành phố Hồ Chí Minh | 2-1                           | Đồng Tháp                     |                               |            |
| Sông Bé                       | 1-1, 2-4(11m)                 | Câu lạc bộ Quân đội           |                               |            |
|                               | Khánh Hòa                     | 1-0                           | Sông Bé                       |            |
| Câu lạc bộ Quân đội           | 0-1                           | Sông Lam Nghệ An              |                               |            |
| Bình Định                     | 3-3, > (11m)                  | Công an Thành phố Hồ Chí Minh |                               |            |

### Bảng B
| VT | Đội                     | ST | T | B | BT | BB | HS | Đ  | Giành quyền tham dự         |
| -- | ----------------------- | -- | - | - | -- | -- | -- | -- | --------------------------- |
| 1  | An Giang                | 12 | 9 | 3 | 22 | 13 | +9 | 18 | Lọt vào giai đoạn 2         |
| 2  | Cảng Sài Gòn            | 12 | 8 | 4 | 13 | 8  | +5 | 14 | Lọt vào giai đoạn 2         |
| 3  | Lâm Đồng                | 12 | 7 | 5 | 15 | 12 | +3 | 14 | Lọt vào giai đoạn 2         |
| 4  | Thừa Thiên Huế          | 12 | 6 | 6 | 12 | 12 | 0  | 12 | Lọt vào giai đoạn 2         |
| 5  | Hải Quan                | 12 | 5 | 7 | 12 | 19 | −7 | 10 | Lọt vào vòng tranh trụ hạng |
| 6  | Long An (R)             | 12 | 4 | 8 | 8  | 14 | −6 | 8  | Lọt vào vòng tranh trụ hạng |
| 7  | Quảng Nam – Đà Nẵng (R) | 12 | 3 | 9 | 12 | 16 | −4 | 6  | Lọt vào vòng tranh trụ hạng |

1. ↑  Cảng Sài Gòn bị trừ 2 điểm do có biểu hiện thi đấu tiêu cực trong trận đấu với Lâm Đồng. Đồng thời, hai cầu thủ của đội là Nguyễn Văn Phụng và Phan Huy Khải bị cấm thi đấu.

| Ngày              | Đội               | Tỷ số             | Đội               | Sân        |
| 5 tháng 3         | Thừa Thiên Huế    | 2-2, 4-2(11m)     | An Giang          | Tự Do      |
| 5 tháng 3         | Quảng Nam-Đà Nẵng | 3-1               | Long An           |            |
| 6 tháng 3         | Cảng Sài Gòn      | 1-0               | Hải Quan          | Thống Nhất |
| 9 tháng 3         | Quảng Nam-Đà Nẵng | 1-2               | An Giang          |            |
| 9 tháng 3         | Thừa Thiên Huế    | 1-1, 4-3(11m)     | Lâm Đồng          |            |
| 9 tháng 3         | Cảng Sài Gòn      | 1-0               | Long An           |            |
|                   | Thừa Thiên Huế    | 1-2               | Hải Quan          |            |
| Long An           | 1-0               | Lâm Đồng          |                   |            |
| Cảng Sài Gòn      | 1-0               | Quảng Nam-Đà Nẵng |                   |            |
|                   | An Giang          | 5-0               | Hải Quan          |            |
| Cảng Sài Gòn      | 1-0               | Lâm Đồng          |                   |            |
| Quảng Nam-Đà Nẵng | 1-1, > (11m)      | Thừa Thiên Huế    |                   |            |
|                   | An Giang          | 1-0               | Long An           |            |
| Hải Quan          | 0-2               | Lâm Đồng          |                   |            |
| Thừa Thiên Huế    | 1-1, 4-3(11m)     | Cảng Sài Gòn      |                   |            |
|                   | Long An           | 1-0               | Hải Quan          |            |
| Lâm Đồng          |                   | Quảng Nam-Đà Nẵng |                   |            |
| Cảng Sài Gòn      | 0-0, 3-1(11m)     | An Giang          |                   |            |
|                   | Hải Quan          | 2-0               | Quảng Nam-Đà Nẵng |            |
| Long An           | 0-2               | Thừa Thiên Huế    |                   |            |
| An Giang          |                   | Lâm Đồng          |                   |            |
|                   | Hải Quan          | 1-1, 4-3(11m)     | Cảng Sài Gòn      |            |
| Long An           | 0-2               | Quảng Nam-Đà Nẵng |                   |            |
| An Giang          | 2-0               | Thừa Thiên Huế    |                   |            |
|                   | Cảng Sài Gòn      | 1-0               | Thừa Thiên Huế    |            |
| Long An           | 2-0               | An Giang          |                   |            |
| Lâm Đồng          | 1-1, 5-4(11m)     | Hải Quan          |                   |            |
|                   | Lâm Đồng          | 2-1               | Long An           |            |
| Hải Quan          | 2-2, 4-2(11m)     | Thừa Thiên Huế    |                   |            |
| Quảng Nam-Đà Nẵng | 1-1, 3-4(11m)     | Cảng Sài Gòn      |                   |            |
|                   | An Giang          |                   | Hải Quan          |            |
| Cảng Sài Gòn      |                   | Lâm Đồng          |                   |            |
| Thừa Thiên Huế    |                   | Quảng Nam-Đà Nẵng |                   |            |
|                   | Quảng Nam-Đà Nẵng | 0-0, 3-4(11m)     | Lâm Đồng          |            |
| Hải Quan          | 1-2               | Long An           |                   |            |
| An Giang          | 2-1               | Cảng Sài Gòn      |                   |            |
|                   | Quảng Nam-Đà Nẵng | 1-2               | Hải Quan          |            |
| Thừa Thiên Huế    | 1-0               | Long An           |                   |            |
| Lâm Đồng          | 2-0               | An Giang          |                   |            |
|                   | Long An           | 0-1               | Cảng Sài Gòn      |            |
| An Giang          | 3-2               | Quảng Nam-Đà Nẵng |                   |            |
| Lâm Đồng          | 0-0, 2-4(11m)     | Thừa Thiên Huế    |                   |            |

## Giai đoạn 2
8 đội bóng tại giai đoạn 2 thi đấu theo thể thức loại kép để tranh chức vô địch. Các trận đấu có tỷ số hòa sau 90 phút chính thức được phân định thắng thua bằng loạt sút luân lưu.
Đội thua ở nhánh thắng xuống nhánh thua, đội thua ở nhánh thua bị loại. Chung kết là đội vô địch nhánh thắng đấu vô địch nhánh thua.

Sơ đồ dưới đây ghi lại kết quả một số trận đấu ở giai đoạn 2.
|  |                               |                               |                               |                   |                   |                               |                               |                     |                    |                      |                       |                       |                       |                |                |   |  |  |  |  |                |                |                |
|  | Tứ kết                        | Tứ kết                        | Tứ kết                        |                   |                   | Bán kết nhánh thắng           | Bán kết nhánh thắng           | Bán kết nhánh thắng |                    |                      | Chung kết nhánh thắng | Chung kết nhánh thắng | Chung kết nhánh thắng |                |                |   |  |  |  |  | Chung kết tổng | Chung kết tổng | Chung kết tổng |
|  | Tứ kết                        | Tứ kết                        | Tứ kết                        |                   |                   | Bán kết nhánh thắng           | Bán kết nhánh thắng           | Bán kết nhánh thắng |                    |                      | Chung kết nhánh thắng | Chung kết nhánh thắng | Chung kết nhánh thắng |                |                |   |  |  |  |  | Chung kết tổng | Chung kết tổng | Chung kết tổng |
|  |                               |                               |                               |                   |                   |                               |                               |                     |                    |                      |                       |                       |                       |                |                |   |  |  |  |  |                |                |                |
|  |                               |                               |                               |                   |                   |                               |                               |                     |                    |                      |                       |                       |                       |                |                |   |  |  |  |  |                |                |                |
|  | An Giang                      | An Giang                      | 1 (4)                         |                   |                   |                               |                               |                     |                    |                      |                       |                       |                       |                |                |   |  |  |  |  |                |                |                |
|  | An Giang                      | An Giang                      | 1 (4)                         |                   |                   |                               |                               |                     |                    |                      |                       |                       |                       |                |                |   |  |  |  |  |                |                |                |
|  | Sông Lam Nghệ An              | Sông Lam Nghệ An              | 1 (5)                         |                   |                   |                               |                               |                     |                    |                      |                       |                       |                       |                |                |   |  |  |  |  |                |                |                |
|  | Sông Lam Nghệ An              | Sông Lam Nghệ An              | 1 (5)                         |                   |                   | Sông Lam Nghệ An              | Sông Lam Nghệ An              | 0 (3)               |                    |                      |                       |                       |                       |                |                |   |  |  |  |  |                |                |                |
|  |                               |                               |                               |                   |                   | Sông Lam Nghệ An              | Sông Lam Nghệ An              | 0 (3)               |                    |                      |                       |                       |                       |                |                |   |  |  |  |  |                |                |                |
|  |                               |                               | Cảng Sài Gòn                  | Cảng Sài Gòn      | 0 (5)             |                               |                               |                     |                    |                      |                       |                       |                       |                |                |   |  |  |  |  |                |                |                |
|  | Cảng Sài Gòn                  | Cảng Sài Gòn                  | Cảng Sài Gòn                  | Cảng Sài Gòn      | 0 (5)             | 1 (4)                         |                               |                     |                    |                      |                       |                       |                       |                |                |   |  |  |  |  |                |                |                |
|  | Cảng Sài Gòn                  | Cảng Sài Gòn                  |                               |                   |                   |                               |                               |                     |                    |                      |                       |                       |                       |                |                |   |  |  |  |  |                |                |                |
|  | Đồng Tháp                     | Đồng Tháp                     | 1 (3)                         |                   |                   |                               |                               |                     |                    |                      |                       |                       |                       |                |                |   |  |  |  |  |                |                |                |
|  | Đồng Tháp                     | Đồng Tháp                     | 1 (3)                         | Cảng Sài Gòn      |                   |                               |                               |                     |                    |                      |                       |                       |                       |                |                |   |  |  |  |  |                |                |                |
|  |                               |                               |                               |                   |                   |                               |                               |                     |                    |                      |                       |                       |                       |                |                |   |  |  |  |  |                |                |                |
|  |                               |                               | Công an Thành phố Hồ Chí Minh |                   |                   |                               |                               |                     |                    |                      |                       |                       |                       |                |                |   |  |  |  |  |                |                |                |
|  | Công an Thành phố Hồ Chí Minh | Công an Thành phố Hồ Chí Minh | 2 (4)                         |                   |                   |                               |                               |                     |                    |                      |                       |                       |                       |                |                |   |  |  |  |  |                |                |                |
|  | Công an Thành phố Hồ Chí Minh | Công an Thành phố Hồ Chí Minh | 2 (4)                         |                   |                   |                               |                               |                     |                    |                      |                       |                       |                       |                |                |   |  |  |  |  |                |                |                |
|  | Lâm Đồng                      | Lâm Đồng                      | 2 (2)                         |                   |                   |                               |                               |                     |                    |                      |                       |                       |                       |                |                |   |  |  |  |  |                |                |                |
|  | Lâm Đồng                      | Lâm Đồng                      | 2 (2)                         |                   |                   | Công an Thành phố Hồ Chí Minh | Công an Thành phố Hồ Chí Minh | 3                   |                    |                      |                       |                       |                       |                |                |   |  |  |  |  |                |                |                |
|  |                               |                               |                               |                   |                   | Công an Thành phố Hồ Chí Minh | Công an Thành phố Hồ Chí Minh | 3                   |                    |                      |                       |                       |                       |                |                |   |  |  |  |  |                |                |                |
|  |                               |                               | Khánh Hòa                     | Khánh Hòa         | 2                 |                               |                               |                     |                    |                      |                       |                       |                       |                |                |   |  |  |  |  |                |                |                |
|  | Khánh Hòa                     | Khánh Hòa                     | Khánh Hòa                     | Khánh Hòa         | 2                 | 2                             |                               |                     |                    |                      |                       |                       |                       |                |                |   |  |  |  |  |                |                |                |
|  | Khánh Hòa                     | Khánh Hòa                     |                               |                   |                   |                               |                               |                     |                    |                      |                       |                       |                       |                |                |   |  |  |  |  |                |                |                |
|  | Thừa Thiên Huế                | Thừa Thiên Huế                | 1                             |                   |                   | Công an Thành phố Hồ Chí Minh | Công an Thành phố Hồ Chí Minh | 3                   |                    |                      |                       |                       |                       |                |                |   |  |  |  |  |                |                |                |
|  | Thừa Thiên Huế                | Thừa Thiên Huế                | 1                             |                   |                   | Công an Thành phố Hồ Chí Minh | Công an Thành phố Hồ Chí Minh | 3                   |                    |                      |                       |                       |                       |                |                |   |  |  |  |  |                |                |                |
|  |                               |                               |                               |                   |                   | Thừa Thiên Huế                | Thừa Thiên Huế                | 1                   |                    |                      |                       |                       |                       |                |                |   |  |  |  |  |                |                |                |
|  |                               |                               |                               |                   |                   | Thừa Thiên Huế                | Thừa Thiên Huế                | 1                   |                    |                      |                       |                       |                       |                |                |   |  |  |  |  |                |                |                |
|  | Vòng 1 nhánh thua             | Vòng 1 nhánh thua             | Vòng 1 nhánh thua             | Tứ kết nhánh thua | Tứ kết nhánh thua | Tứ kết nhánh thua             | Bán kết nhánh thua            | Bán kết nhánh thua  | Bán kết nhánh thua | Chung kết nhánh thua | Chung kết nhánh thua  | Chung kết nhánh thua  |                       |                |                |   |  |  |  |  |                |                |                |
|  | Vòng 1 nhánh thua             | Vòng 1 nhánh thua             | Vòng 1 nhánh thua             | Tứ kết nhánh thua | Tứ kết nhánh thua | Tứ kết nhánh thua             | Bán kết nhánh thua            | Bán kết nhánh thua  | Bán kết nhánh thua | Chung kết nhánh thua | Chung kết nhánh thua  | Chung kết nhánh thua  |                       |                |                |   |  |  |  |  |                |                |                |
|  |                               |                               |                               |                   |                   |                               |                               |                     |                    |                      |                       |                       |                       |                |                |   |  |  |  |  |                |                |                |
|  |                               |                               |                               |                   |                   |                               |                               |                     |                    |                      |                       |                       |                       |                |                |   |  |  |  |  |                |                |                |
|  |                               |                               |                               | Sông Lam Nghệ An  | Sông Lam Nghệ An  | 1                             |                               |                     |                    |                      |                       |                       |                       |                |                |   |  |  |  |  |                |                |                |
|  |                               |                               |                               | Sông Lam Nghệ An  | Sông Lam Nghệ An  | 1                             |                               |                     |                    |                      |                       |                       |                       |                |                |   |  |  |  |  |                |                |                |
|  | An Giang                      | An Giang                      | 3                             |                   |                   | An Giang                      | An Giang                      | 4                   |                    |                      |                       |                       |                       | Cảng Sài Gòn   | Cảng Sài Gòn   | 0 |  |  |  |  |                |                |                |
|  | An Giang                      | An Giang                      | 3                             |                   |                   | An Giang                      | An Giang                      | 4                   |                    |                      |                       |                       |                       | Cảng Sài Gòn   | Cảng Sài Gòn   | 0 |  |  |  |  |                |                |                |
|  | Đồng Tháp                     | Đồng Tháp                     | 2                             |                   |                   |                               |                               |                     | An Giang           | An Giang             |                       |                       |                       | Thừa Thiên Huế | Thừa Thiên Huế | 2 |  |  |  |  |                |                |                |
|  | Đồng Tháp                     | Đồng Tháp                     | 2                             |                   |                   |                               |                               |                     | An Giang           | An Giang             |                       |                       |                       | Thừa Thiên Huế | Thừa Thiên Huế | 2 |  |  |  |  |                |                |                |
|  |                               |                               |                               |                   |                   | Thừa Thiên Huế                |                               |                     |                    |                      |                       |                       |                       |                |                |   |  |  |  |  |                |                |                |
|  |                               |                               |                               |                   |                   |                               |                               |                     |                    |                      |                       |                       |                       |                |                |   |  |  |  |  |                |                |                |
|  |                               |                               |                               | Khánh Hòa         | Khánh Hòa         | 3 (2)                         |                               |                     |                    |                      |                       |                       |                       |                |                |   |  |  |  |  |                |                |                |
|  |                               |                               |                               | Khánh Hòa         | Khánh Hòa         | 3 (2)                         |                               |                     |                    |                      |                       |                       |                       |                |                |   |  |  |  |  |                |                |                |
|  | Lâm Đồng                      | Lâm Đồng                      |                               |                   |                   | Thừa Thiên Huế                | Thừa Thiên Huế                | 3 (4)               |                    |                      |                       |                       |                       |                |                |   |  |  |  |  |                |                |                |
|  | Lâm Đồng                      | Lâm Đồng                      |                               |                   |                   | Thừa Thiên Huế                | Thừa Thiên Huế                | 3 (4)               |                    |                      |                       |                       |                       |                |                |   |  |  |  |  |                |                |                |
|  | Thừa Thiên Huế                |                               |                               |                   |                   |                               |                               |                     |                    |                      |                       |                       |                       |                |                |   |  |  |  |  |                |                |                |
|  |                               |                               |                               |                   |                   |                               |                               |                     |                    |                      |                       |                       |                       |                |                |   |  |  |  |  |                |                |                |

## Tranh suất trụ hạng
Sông Bé, Quảng Nam – Đà Nẵng, Bình Định, Hải Quan, Câu lạc bộ Quân đội và Long An phải thi đấu để xác định 4 đội xuống hạng. Tuy nhiên, 5 trên 6 đội (trừ Hải Quan) đã gửi đơn không thi đấu để yêu cầu ban tổ chức điều tra và xử lý tiêu cực. Hai trận đầu tiên vào ngày 21 tháng 5 đều bị huỷ bỏ vì không có đội thi đấu. Còn Câu lạc bộ Quân đội tiếp tục khiếu nại và không chịu thi đấu trận thứ ba với Hải Quan vào ngày 24 tháng 5. Tuy nhiên, lãnh đạo câu lạc bộ Quân đội đã quyết định cử người từ Hà Nội vào thay thế trưởng đoàn Nguyễn Sỹ Hiển và ban huấn luyện, đồng thời ra lệnh các cầu thủ phải thi đấu. Do đó, trận đấu thứ ba đã diễn ra đúng lịch. Ban tổ chức giải và Liên đoàn bóng đá Việt Nam quyết định cả bốn đội từ chối thi đấu phải xuống hạng.
| Quảng Nam – Đà Nẵng | Hủy | Sông Bé |
| ------------------- | --- | ------- |
|                     |     |         |

| Long An | Hủy | Bình Định |
| ------- | --- | --------- |
|         |     |           |

Bốn đội Quảng Nam – Đà Nẵng, Sông Bé, Long An và Bình Định bỏ trận đấu và đều bị xuống hạng.
| Câu lạc bộ Quân đội | 2–2 | Hải Quan |
| ------------------- | --- | -------- |
|                     |     |          |
| Loạt sút luân lưu   |     |          |
|                     | 4–3 |          |

## Trận chung kết
| Công an Thành phố Hồ Chí Minh | 3–1 | Thừa Thiên Huế |
| ----------------------------- | --- | -------------- |
|                               |     |                |

| Vô địch Giải bóng đá Các đội mạnh Toàn quốc 1995 |
| ------------------------------------------------ |
| Công an Thành phố Hồ Chí Minh Lần thứ nhất       |